# Erten Gazi
Erten Gazi (Nicosia, 15 giugno 1997) è un cestista cipriota con cittadinanza turca.

## Palmarès

### Club

#### Competizioni nazionali
- Campionato turco: 2

Anadolu Efes: 2020-21, 2022-23
- Coppa di Turchia: 1

Anadolu Efes: 2022
- Coppa del Presidente: 1

Anadolu Efes: 2022

#### Competizioni internazionali
- Eurolega: 2

Anadolu Efes: 2020-21, 2021-22

### Nazionale
- Europei Under-18: 
 Grecia 2015